# Sinningia leopoldii
Sinningia leopoldii là một loài thực vật có hoa trong họ Tai voi. Loài này được (Scheidw. ex Planch.) Chautems miêu tả khoa học đầu tiên năm 1990.